# Ban Kulin
Ban Kulin, född 5 maj 1163, död 1204, var en ban av Bosnien som regerade mellan åren 1180 och 1204, först som vasall till Bysantinska riket och senare till Kungariket Ungern. Han efterträddes som ban av sin son Stefan Kulinić.